# Снегово
Снегово (изписване до 1945 година: Снѣгово; на македонска литературна норма: Снегово) е село в община Битоля на Северна Македония.

## География
Селото се намира северно от Битоля.

## История
В сиджил от 1620-1621 година е отбелязано, че 8 ханета (домакинства) в Снегово дължат военния данък нузул за османския поход срещу Полша.
В XIX век Снегово е малко албанско село в Битолска кааза на Османската империя. Според статистиката на Васил Кънчов („Македония. Етнография и статистика“) от 1900 година Снѣгово има 45 жители, всички арнаути мохамедани.
На Етнографската карта на Битолския вилает на Картографския институт в София от 1901 година Снегово е чисто албанско село в Битолската каза на Битолския санджак със 7 къщи.
Според преброяването от 2002 година селото е без жители.